# الإقناع في حل ألفاظ أبي شجاع
الإقناع في حل ألفاظ أبي شجاع كتاب في الفقه للشيخ شمس الدين محمد بن محمد الخطيب الشربيني (ت 977هـ) شرح فيه متن الغاية والتقريب المعروف بـ"متن أبي شجاع"، ويعد من أهم كتب الشافعية الفقهية وأشهرها، وهو من الكتب المعتمدة في التدريس في الجامع الأزهر وغيره من المعاهد والمدارس الشرعية الإسلامية.

## سبب تصنيف الكتاب
يقول الخطيب الشربيني في مقدمة الكتاب:

## وصلات خارجية
- يوتيوب: الإقناع في حل ألفاظ أبي شجاع - شرح فضيلة الشيخ رشدي القلم.